# بيت نوبا (قرية)

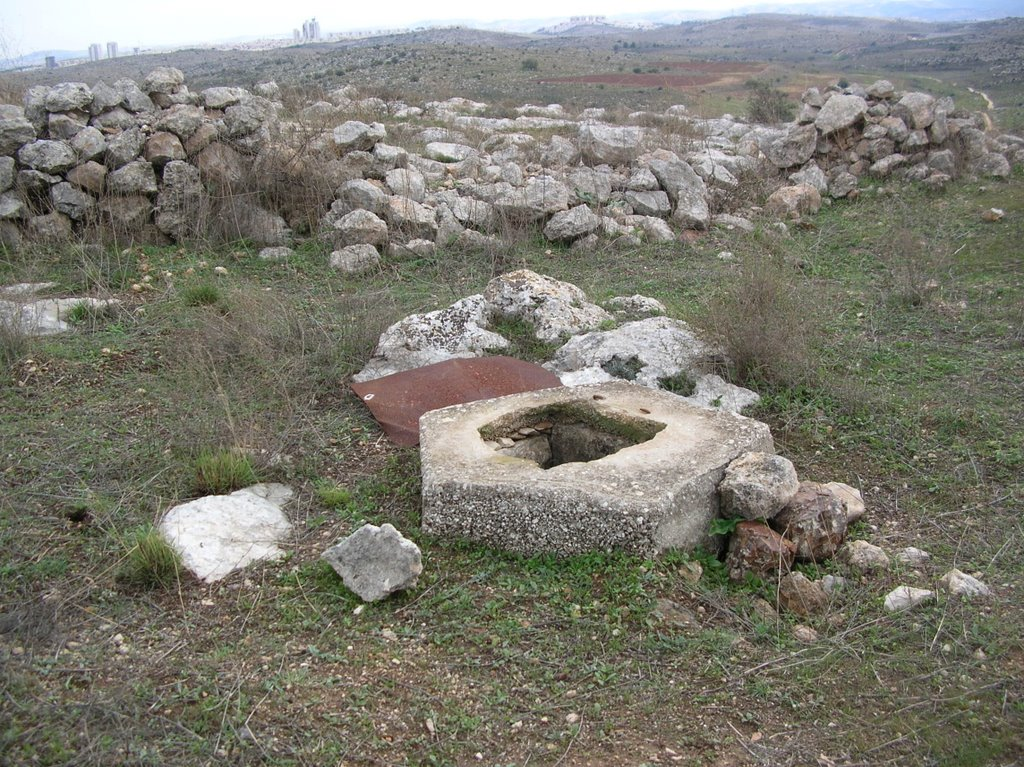
عنابة - حفرة المياه

بيت نوبا، قرية فلسطينية في الضفة الغربية دمرها الاحتلال الإٍسرائيلي عام 1967، تقع على بعد 20 كيلومترا إلى الجنوب الغربي من رام الله. كانت تتبع قضاء الرملة وضمت إلى قضاء رام الله بعد حرب عام 1948.

## الموقع
كانت بيت نوبا في العهد الروماني قرية من أعمال اللد اسمها بيت عنابة، ودعتها المصادر الافرنجية “بيت نوبي”، وكان لها من القدم أهمية إستراتيجية لموقعها المرتفع (250م) المشرف على طريق القدس-يافا.

## في الحروب الصليبية
استولى عليها الإفرنج عام 1133م في عهد ملك بيت المقدس الفرنجي فولك انجوي وشيدوا فيها حصنا لتامين الطريق بين يافا والقدس، واستعادها صلاح الدين الأيوبي بعد معركة حطين وكانت في عهده من القرى الأمامية في الدفاع عن القدس. في عام 1192شرع ريكاردوس في الزحف على القدس ووصل إلى بيت نوبا في 11 حزيران وقضى فيها بضعة أسابيع للاستعداد لافتحام القدس. لكنه بعد ذلك تراجع إلى الساحل ولم يتقدم نحو القدس.

## القرية قبل الاحتلال
بلغ عدد سكان القرية عام 1961 الـ1350 نسمة، وكان فيها مسجد ومدرسة للبنين تأسست عام 1922، ومدرسة للبنات تاسست عام 1967. وتحتوي على أساسات قديمة ومدفن محفور في الصخر. وفيها عدة آبار تجمع فيها مياه الأمطار.

## احتلال القرية
احتلت إسرائيل القرية عام 1967 وطردت أهلها وهدمت كل بيوتها. وقد نشرت صحيفة صنداي تايمز البريطانية تقرير الصحافي البريطاني مايكل آدمزعن زيارته لقريتي بيت نوبا ويالو بعد تدميرهما، وقد ترجمت الأهرام هذا التقرير ونشرته في عددها الصادر في 19 حزيران عام 1968 ومما جاء فيه: ".في الطريق عبر المنطقة التي كانت قبل عام منطقة حرام تفصل بين الأردن وإسرائيل، شاهدنا على تل عند نهايته خطاً طويلاً من شجر السرو خرب حديثاً، ووراء ذلك امتدت سلسلة طويلة من هذه القطع على الأرض تناثرت فيها بعض الصهاريج وقطع الخشب وبعض قطع الصفيح. ذلك كل ما تبقى من بيت نوبا ويالو، لقد طمس الإسرائيليون معالمهما، ومسحوهما من فوق الأرض".

## القرية اليوم
أقامت إسرائيل على أرض القرية مستوطنة ميفو هورون.